# Katzenelnbogen
Katzenelnbogen település Németországban, Rajna-vidék-Pfalz tartományban. Lakosainak száma 2315 fő (2023. december 31.).

## Népesség
A település népességének változása:
| Lakosok száma | 1595 | 2166 | 2228 | 2230 | 2240 | 2261 | 2315 |
|               | 1975 | 2010 | 2017 | 2019 | 2021 | 2022 | 2023 |